# Ermida (Vila Real)
Ermida ist ein Ort und eine ehemalige Gemeinde (Freguesia) im portugiesischen Kreis Vila Real. Die Gemeinde hatte 423 Einwohner (Stand 30. Juni 2011).
Am 29. September 2013 wurden die Gemeinden Ermida und Nogueira zur neuen Gemeinde União das Freguesias de Nogueira e Ermida zusammengeschlossen.